# Singhanakhon
Singhanakhon (em tailandês: อำเภอสิงหนคร) é um distrito da província de Songkhla, no sul da Tailândia. É um dos 16 distritos que compõem a província. Sua população, de acordo com dados de 2012, era de 79 801 habitantes, e sua área territorial é de 228 km².